# Jean Puy

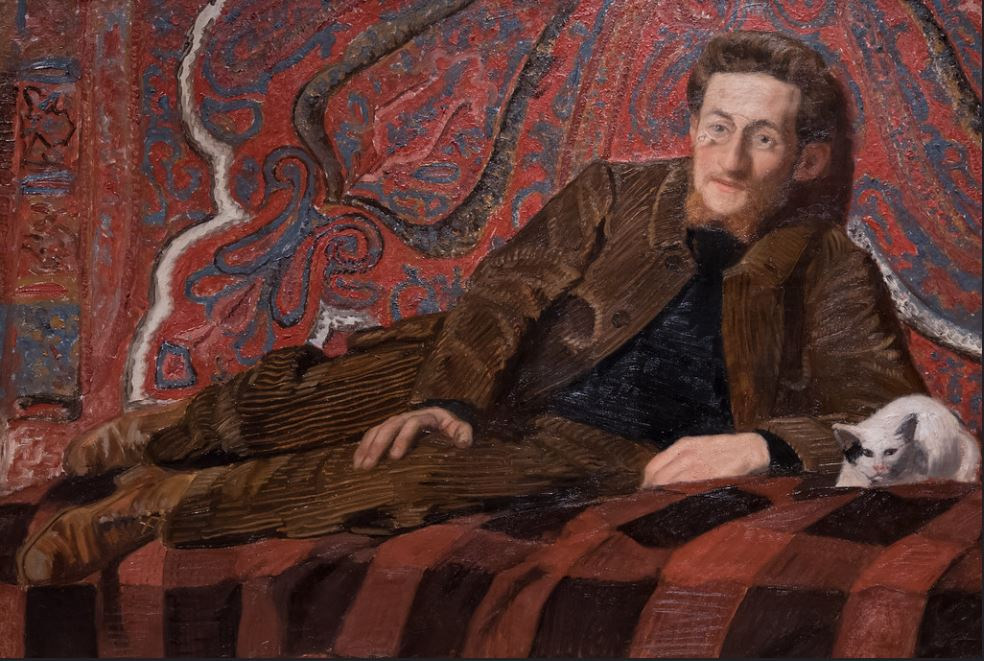
Jean Puy

Jean Puy (Roanne, 8 november 1876 – Roanne, 6 maart 1960) was een Frans fauvistisch kunstschilder.

## Biografie
Na een architectuurstudie in Lyon volgde hij vanaf 1898 schilderlessen aan de Académie Julian in Parijs. In 1899 werd hij toegelaten tot de Academie Carrière. In die tijd raakte hij bevriend met André Derain en Henri Matisse. De laatste bracht op hem zijn grote bewondering voor Paul Cézanne over. 
Vanaf 1900 exposeerde hij in de Salon des Independants en in 1903 nam hij deel aan de eerste Salon d'Automne. Na een aanvangsperiode in impressionistische trant sloot hij zich aan bij de fauvisten. Niettemin gaf hij de voorkeur aan een kalme, doordachte vormgeving in stralende kleuren boven het wilde enthousiasme dat het fauvisme kenmerkt. 
Hij vluchtte voor de Duitsers naar zijn geboorteplaats Roanne, waar hij de rest van zijn leven zou blijven. Nadat Ambroise Vollard 17 jaar lang zijn vaste afnemer was geweest, kwam hij achtereenvolgens bij Eugène Blot, Eugène Druet en Bernheim. 
Pas enkele maanden voor zijn dood, op de Salon d'Automne van 1959, kreeg het werk van deze 'tot rust gekomen Fauve' weer enige aandacht. 

## Publieke collecties
Werken van Jean Puy zijn aanwezig in de openbare collecties van: 
- Musee National d'Art Moderne in Parijs
- Musee Joseph Dechelette in Roanne
- Fondation Oscar Ghez in Genève

- Bibliothèque nationale de France: cb12948213n (data)
- Gemeinsame Normdatei: 119270021
- International Standard Name Identifier: 0000 0000 8151 5057
- Library of Congress Control Number: nr89000515
- Nationale Bibliotheek van Tsjechië: mzk2016931056
- Nationale Bibliotheek van Israël: 987007367104805171
- Nederlandse Thesaurus van Auteursnamen: 071461205
- RKD-Nederlands Instituut voor Kunstgeschiedenis: 65145
- SNAC: w6418sj4
- Système universitaire de documentation: 033458537
- Union List of Artist Names: 500020856
- Virtual International Authority File: 71522821
- WorldCat: E39PBJpYpr4h8CHYkwBm6FbfMP